# Воскресеновка (Оренбургский район)
Воскресеновка — деревня в Оренбургском районе Оренбургской области. Входит в состав Архангеловского сельсовета.

## География
Деревня расположена недалеко от районного центра — Оренбурга.
Часовой пояс
Деревня Воскресеновка как и вся Оренбургская область, находится в часовой зоне МСК+2. Смещение применяемого времени относительно UTC составляет +5:00.

## Население
| 2010 |
| ---- |
| 116  |